# 都灵阿尔贝蒂娜美术学院
都灵阿尔贝蒂娜美术学院是位于意大利皮埃蒙特大区首府都灵的一座国立美术学院。

## 历史
17世纪上半叶，都灵就有一个活跃的"画家、雕塑家和建筑师大学"，1652年成为"圣路加公会"，1678年首次被称为美术学院，当时卡洛·埃馬努埃萊二世的遗孀玛丽亚·乔瓦娜·萨伏伊-纳穆尔（Maria Giovanna di Savoia-Nemours）创立了画家、雕塑家和建筑师学院。
经过维托里奥·阿梅迪奥三世（Vittorio Amedeo III）统治时期（1778年）以及拿破仑统治时期的其他改革，1833年前后，卡洛·阿尔贝托对学院进行了真正的"重建"：为"阿尔贝蒂娜皇家美术学院"分配了现在的校园；此外，学院还设立了一个重要的美术馆，汇集了Mossi di Morano侯爵主教的藏品和萨伏依家族拥有的珍贵的Gaudenzio的画稿。
在19世纪末和20世纪初，美术学院见证了从写实主义到新艺术的过渡，朝着折衷主义、自由风格和革新的方向发展，安东尼奥·方塔内西（Antonio Fontanesi）、贾科莫·格罗索（Giacomo Grosso）、切萨雷·费罗（Cesare Ferro）的风景画和风俗画，以及文森佐·维拉（Vincenzo Vela）、奥多阿多·塔巴基（Odoardo Tabacchi）和爱德华多·鲁比诺（Edoardo Rubino）的雕塑作品成为主角。
从20世纪40年代初开始，阿尔贝蒂娜经历了最后的转变，得益于都灵一些重要的视觉文化代表人物，他们了解中欧和法国先锋派的模式：绘画界的卡索拉蒂（Casorati）、保罗齐（Paulucci）以及后来的门齐奥（Menzio），雕塑界的凯尔奇（Cherchi），版画界的卡兰德里（Calandri），舞台美术界的卡内克林（Kaneclin），他们得到了像加尔瓦诺（Galvano）、斯克罗波（Scroppo）、达维科（Davico）等优秀助手的极大支持，记录了战后艺术的发展。
近年来，阿尔贝蒂娜美术学院进一步转型和革新，推动了许多教学和文化活动。值得一提的是，重组并向公众开放美术馆，修复宫殿并合理化内部空间（仍在进行中），开展密集的展览、会议、研讨会和活动，大规模引入信息技术，并从1997-98学年开始设立新的保护与修复实验课程。

## 校区
在这片区域，利用部分东部回廊，朱塞佩·塔鲁基（Giuseppe Talucchi）在1820年至1930年间设计并建造了现在仍然容纳阿尔贝蒂娜美术学院的建筑，卡洛·阿尔贝托在1833年就将其捐赠给了学院，这是他希望并实现的学院"重建"的一部分。
阿尔贝蒂娜美术学院位于古老的"圣弗朗西斯科·达·保拉岛"，那里有同名修道院，毗邻现存的教堂，其正面位于当时被称为"波大街"的地方，现在的地名称其为波大街。
它倾斜的走向成为"新城区"的主要街道，自中世纪晚期以来，这里集中了许多机构建筑，如1404年启用的Studium（现在的都灵大学）、一所军事学院、专业工作室，后来还有阿尔贝蒂娜美术学院。它的任务是连接作为萨伏伊权力中心的卡斯特洛广场和直到18世纪末都是城市兵营的维托里奥·维内托广场（现在的维托里奥·维内托广场）。
此外，这条街道标志着通往基耶里和蒙费拉托的道路，从旧的波河桥开始，该桥位于现在的维托里奥·埃马努埃莱一世桥附近，是唯一可以越过波河的通道。
塔鲁基设计的宏伟正面占据了岛屿的整个东侧，并在南侧延伸出另一个侧翼，现在除了许多拥有宽敞空间的学校外，还容纳了丰富的历史图书馆和珍贵的美术馆，共有五层地上建筑。

## 知名校友
- 喬蓋托·喬治亞羅